# 규암 유찬근 가옥
규암 유찬근 가옥은 충청남도 부여군 규암면에 있다. 2006년 2월 27일 부여군의 향토문화유산 제82호로 지정되었다.

## 개요
1926년에 건립된 것으로 추정된다. 안채, 사랑채, 행량채로 구성되었으나 현재는 안채와 행랑채만이 남아 있다. 안채는 ㄱ자형으로 서측에 부엌을 두고 회첨아래 안방을 두고 동측에 대청마루와 건너방을 둔 구조이다. 중부형 민가의 특성을 잘 지니고 있다.